# عزيز أباد (غناباد)
عزيز أباد (بالفارسية: عزیزآباد) هي مستوطنة تقع في منطقة مركزية ريفية في إيران. يقدر عدد سكانها بـ 137 نسمة بحسب إحصاء 2016.